# 腎乳頭壞死
腎乳頭壞死(Renal papillary necrosis)是腎病變的一種形式、涉及腎乳頭(renal papilla)壞死， 腎乳頭這是由直小血管(vasa recta)所供應。

## 病徵和症狀
腎乳頭壞死敏銳地呈現了用肉眼血尿、腰痛，以及尿中的組織碎片。它也可能包括非特異性的發現，如發燒、及發冷。或者，它也可以呈現出一種慢性形式即是保持無症狀、且偶爾地來診斷。

## 病因
涉及缺血(ischemia)的任何條件皆可導致腎乳頭壞死。四個最顯著的病因是鐮刀型紅血球疾病或特徵、鎮痛藥的使用、糖尿病，以及嚴重的腎盂腎炎(pyelonephritis)。

## 外部連結
- 放射学协作超文本：00312
- Papillary Necrosis 於 eMedicine